# Континентален конгрес
Континенталният конгрес е конвент от делегати, свикани от Тринадесетте колонии, който става управляващото тяло на Съединените щати и по време на Американската революция.
Конгресът заседава три пъти от 1774 до 1789. Първият призив за събиране е направен заради въпроси, свързани с увеличаващите се данъци без представителство в Парламента, и заради британската блокада. Макар и отначало да е донякъде разделен по въпросите, свързани с независимостта и отхвърлянето на кралското управление, новият Конгрес издава Декларация за независимост и Конституция и провъзгласява името на новата държава като Съединени американски щати (United States of America). Той създава Континентална армия и встъпва във война с Великобритания, преди сформирането на независимо правителство на Колониите да стане реалност.

## Хронология
1774
- 5 септември: Първият Континентален конгрес се събира в Карпентърс Хол, Филаделфия.
- 14 октомври: Приета е Декларацията и решенията на Първия Континентален конгрес.
- 18 октомври: Приета е Континенталната асоциация.
- 25 октомври: Подписана е първата Петиция до краля.
- 26 октомври: Конгресът се разпуска, решавайки да се събере отново през следващия май, ако оплакванията не са разрешени.

1775
- 19 април: Започва войната в битките при Лексингтън и Конкорд.
- 10 май: Събира се Вторият Континентален конгрес във Филаделфия Стейт Хаус.
- 14 юни: Конгресът основава континенталната армия.
- 15 юни: Конгресът назначава един от членовете си, Джордж Уошингтън като командир на Континенталната армия.
- 1 юли: Крал Джордж III се обръща към Парламента, заявявайки, че ще „сложат бърз край“ на бунта.
- 6 юли: Одобрена е Декларацията за причините и нуждата за вземане на оръжие.
- 8 юли: Подписана е втората петиция до краля (Петицията на маслиненото клонче).
- 13 октомври: Конгресът основава Континенталния флот.
- 10 ноември: Конгресът основава континенталните морски пехотинцн.

1776
- 10 януари: Томас Пейн публикува памфлета „Здравият разум“.
- 2 юли: Приета е резолюция за независимост, заявявайки независимостта на колониите от Британия.
- 4 юли: Одобрен е крайния текст на Декларацията за независимост.
- 2 август: Декларацията за независимост е подписана.
- 12 декември: Конгресът се разпуска, за да се премести в Балтимор, Мериленд.
- 20 декември: Конгресът се събира в Балтимор в къщата на Хенри Файт.

1777
- 27 февруари: Конгресът се закрива, за да се върне във Филаделфия.
- 4 март: Конгресът се събира отново във Филаделфийския щатски дом.
- 18 септември: Конгресът се закрива, за да се премести в Ланкастър, Пенсилвания.
- 27 септември: Конгресът се събира за един ден в Ланкастър, в сградата на Съда.
- 30 септември: Конгресът се събира в Йорк, Пенсилвания в сградата на Съда.
- 15 ноември: Конгресът издава Устава на конфедерацията на щатите за одобрение

1778
- 27 юни: Конгресът се закрива за връщане във Филаделфия.
- 2 юли: Конгресът отново се събира във Филаделфия, първо в Колидж Хол, после в щатския дом.

1781
- 1 март: Клаузите на конфедерацията влизат в действие, Конгресът става конгрес на конфедерацията.

1783
- 21 юни: Конгресът се закрива, за да се премести в Принстън, Ню Джърси.
- 30 юни: Конгресът се събира в Принстън, Ню Джърси, първо в къща, наречена „Prospect“, след това в Насау Хол.
- 4 ноември: Конгресът се закрива, за да се премести в Анаполис, Мериленд
- 26 ноември: Конгресът се събира в Анаполис, в Щатския дом.

1784
- 19 август: Конгресът се закрива, за да се премести в Трентън, Ню Джърси.
- 1 ноември: Конгресът се събира отново в Трентън, в таверната Френч Армс.
- 24 декември: Конгресът се закрива, за да се премести в Ню Йорк Сити.

1785
- 11 януари: Конгресът се събира в Ню Йорк Сити, първо в Сити Хол, след това във Франсес Тавърн.

1787
- 17 септември: Филаделфийският конвент се закрива след създаване на Конституцията на САЩ.

1788
- 2 юли: Ню Хампшир става деветият щат, ратифицирал Конституцията, позволявайки създаването на ново правителство.
- 8 юли: Континенталния конгрес задейства новата Конституция като обявява датите за изборите и събранието на новия Конгрес.
- 10 октомври: Последната сесия по време на Континенталния конгрес успява да постигне кворум. Континенталният конгрес приема последния си акт на тази дата.

1789
- 2 март: Последната сесия на Континенталния конгрес във Франсис Тавърн е закрита sine die. Филип Пел от Ню Йорк е единственият присъстващ член.
- 4 март: Първата сесия на Първия Конгрес на САЩ започва във Федерал Хол.
- 30 април: Джордж Уошингтън встъпва в длъжност като първи президент на САЩ
- 23 юли: Чарлс Томсън връчва на президента Уошингтън оставката си от поста Секретар на конгреса.
- 25 юли: В съответствие с поръките на президента Уошингтън, „книгите, записите и книжата на стария конгрес“, Големият печат на Федералния съюза и Печатът на адмиралтейството се предават на Роджър Алдън, заместник секретар на новия Конгрес, който е назначен от президента Уошингтън като негов пазител.